# Psilocerea severa
Psilocerea severa là một loài bướm đêm trong họ Geometridae.